# 戈爾登伊格爾 (伊利諾伊州)
戈爾德伊格爾（英語：Golden Eagle）是位於美國伊利諾伊州卡爾霍恩縣的一個非建制地區。該地的面積和人口皆未知。

## 地理
戈爾德伊格爾的座標為38°53′36″N 90°34′44″W / 38.89333°N 90.57889°W，而該地的平均海拔高度為205米（即673英尺）。